# Струмкова саламандра печерна
Струмкова саламандра печерна (Eurycea lucifuga) — вид земноводних з роду Струмкова саламандра родини Безлегеневі саламандри. Інша назва «плямохвоста саламандра».

## Опис
Загальна довжина сягає 10—20 см. Голова невелика. Тулуб стрункий з 14-15 реберними канавками з боків. Кінцівки розвинені. Хвіст доволі довгий, чіпкий. Забарвлення спини коливається від помаранчевого до червонувато-помаранчевого з темними цятками. Черево бліде.

## Спосіб життя
Полюбляє вапнякові місцини, скелі, ущелини, печери. Здатна залазити доволі далеко у глиб печер. Активна переважно у сутінках. Живиться дрібними безхребетними.
Розмноження не пов'язано з якимось із сезонів. Самиця відкладає від 5 до 120 яєць діаметром 4 мм.

## Розповсюдження
Мешкає у штатах Алабамі, Іллінойс, Міссурі, Кентуккі, Вірджинія, Західна Вірджинія, Оклахома, Теннессі і Канзас (США).